# Ranuncle bulbós
El ranuncle bulbós també anomenat botó d'or, api bord, queixal del diable, gata rabiosa (Ranunculus bulbosus) és una espècie de planta de la família Ranunculaceae, nativa de tot Europa on creix en praderies seques, gespes i prats de dall.
És una planta herbàcia perenne que assoleix els 20-60 cm d'altura. Tija erecta, racemosa, vellutada. La base del tija està inflada en forma de bulb. Les fulles són trilobades i profundament dividides, n'hi ha d'alternes i sèssils. Les flors són terminals de color groc brillant amb 5-7 pètals i 1,5-3 cm d'ample. Després de morir la planta en estiu, sobreviu l'arrel subterrània (geòfit).
Com tots els ranuncles, conté un glicòsid tòxic, la protoanemonina. Els bestiar evita menjar-les quan són frescs. Secat perd la seva toxicitat i fenàs que en conté no té cap risc.